# Spinus psaltria
Il lucherino dorsonero o lucherino minore americano (Spinus psaltria (Say, 1822)) è un uccello passeriforme della famiglia Fringillidae.

## Etimologia
Il nome scientifico della specie, psaltria, deriva dal greco ψαλτρια (psaltria), "suonatrice d'arpa", in riferimento al canto trillato di questi uccelli.

## Descrizione

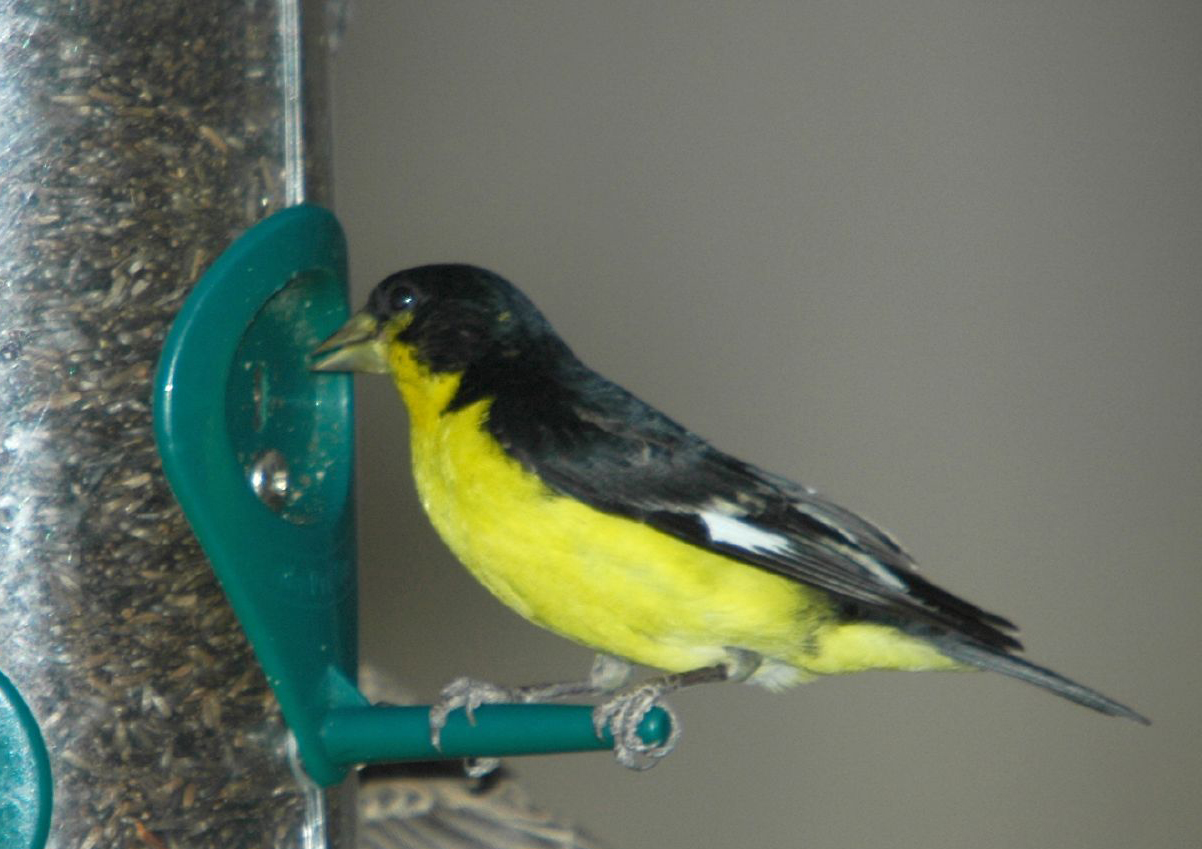
Maschio a San Marcos.

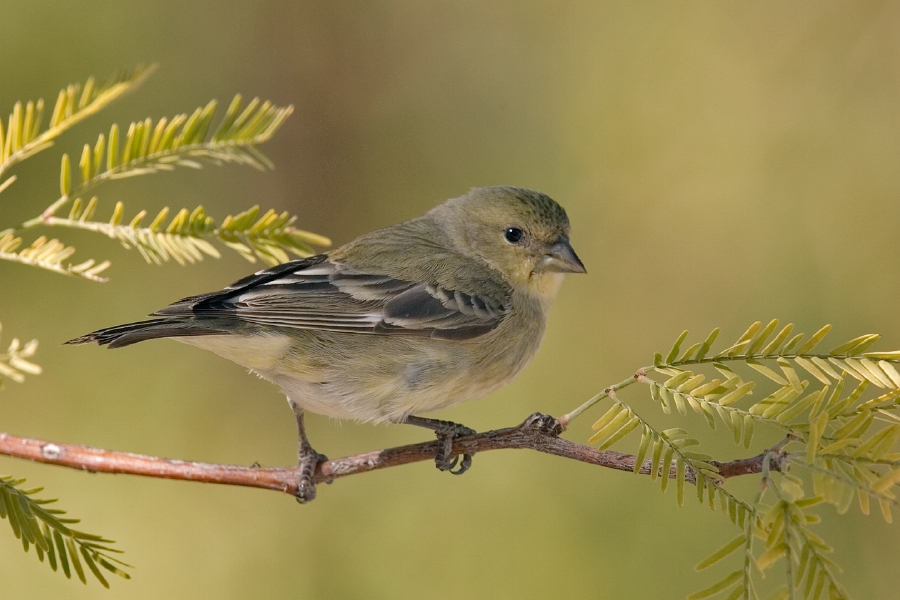
Femmina a Borrego Springs.

### Dimensioni
Misura 9-11 cm di lunghezza, per un peso di 6-11,5 g.

### Aspetto
Si tratta di uccelletti dall'aspetto minuto (fra i fringillidi di minori dimensioni), dalla corporatura affusolata, muniti di testa arrotondata con becco conico, ali appuntite e coda dalla punta lievemente forcuta.
Esiste un dimorfismo sessuale ben evidente: il maschio adulto ha una colorazione inconfondibile, nera sulla parte dorsale del corpo (fronte, calotta, nuca, guance, dorso, groppa, ali e coda, queste ultime due con specchi bianchi) e gialla su quella inferiore (gola, zigomi, petto, ventre, fianchi e sottocoda, con quest'ultimo tendente al bianco), mentre la femmina è di colore verde oliva uniforme su tutto il corpo, con decise sfumature giallastre sul petto e ali nerastre con orli delle singole penne bianchi. In alcune popolazioni (ad esempio nella sottospecie hesperophila) il maschio presenta lati del collo, guance e dorso tendenti al verde anziché al nero.

In ambedue i sessi il becco è di colore grigio, con tendenza a scurirsi divenendo nerastro in punta e nella parte superiore, mentre le zampe sono anch'esse grigio-nerastre e gli occhi sono di colore bruno scuro.

## Biologia

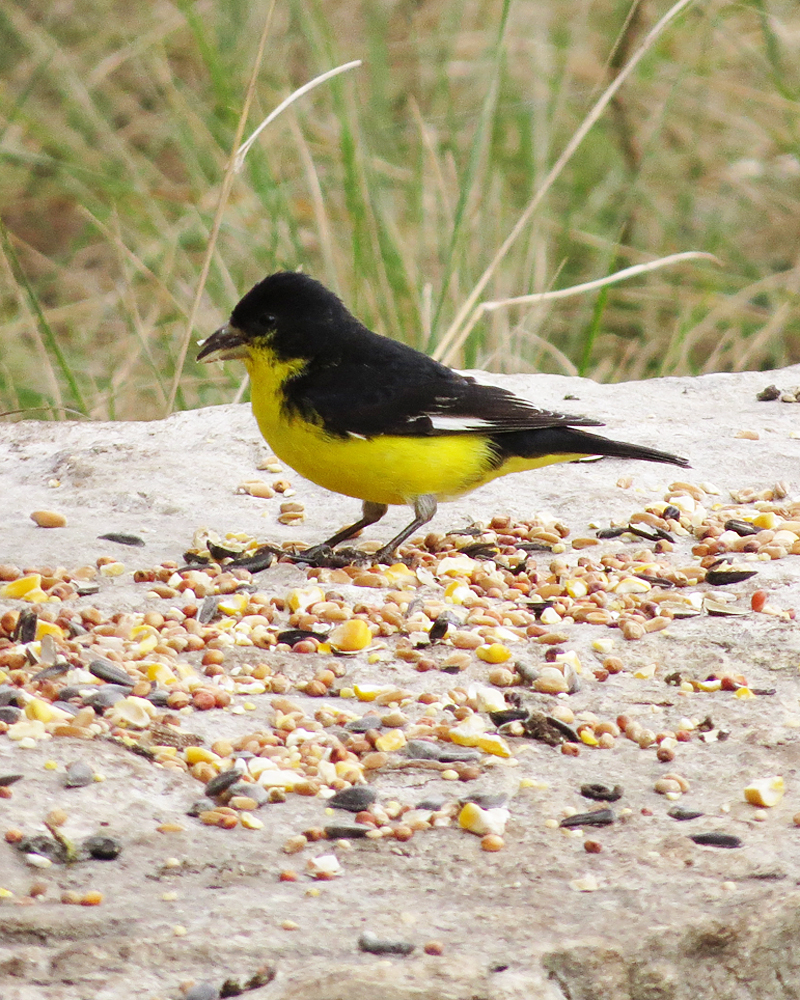
Maschio si nutre al suolo nel Texas.

I lucherini minori sono uccelletti molto vispi e vivaci, dalle abitudini essenzialmente diurne, i quali passano la maggior parte della giornata alla ricerca di cibo, fra i cespugli o le fronde degli alberi. Questi uccelli sono molto sociali e si riuniscono in stormi anche con altre specie affini all'infuori della stagione riproduttiva.

### Alimentazione

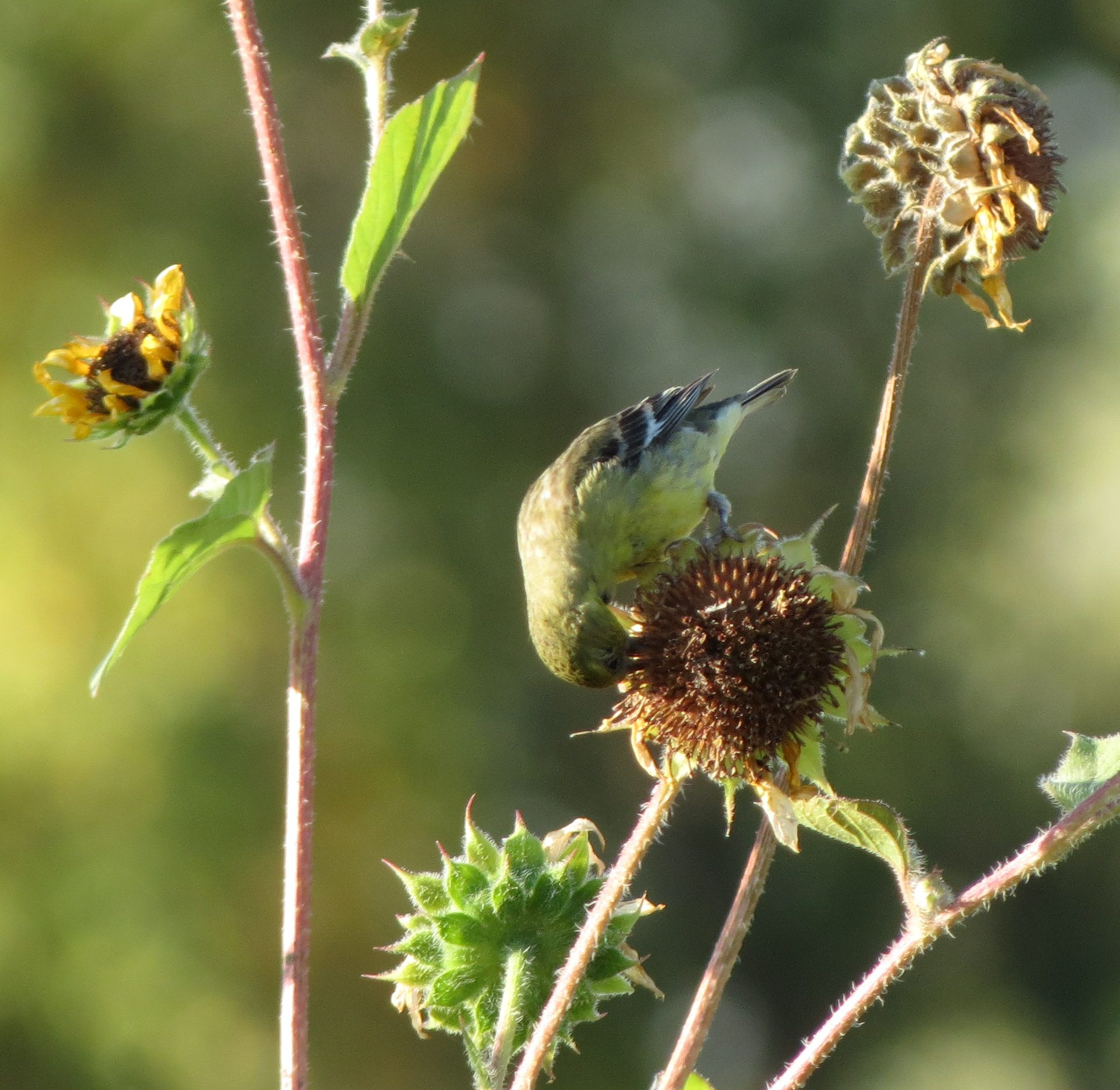
Femmina si nutre a Loveland.

La dieta del lucherino minore è in massima parte granivora, componendosi perlopiù di piccoli semi di una grande varietà di piante, sia erbacee che arbustive ed arboree: questi uccelli si nutrono anche di germogli, bacche e frutti maturi, e, sebbene sporadicamente (ed in particolar modo durante la stagione degli amori, quando il fabbisogno energetico risulta aumentato per via degli sforzi connessi al'evento riproduttivo) anche di piccoli insetti. La specie inoltre è stata sporadicamente osservata praticare la geofagia.

### Riproduzione
La stagione degli amori va da aprile a ottobre, sebbene nelle aree a clima tropicale la specie sembrerebbe in grado di riprodursi durante tutto l'arco dell'anno: in ambedue i casi, viene portata generalmente avanti una singola covata l'anno. I lucherini minori sono uccelli monogami che sogliono nidificare in colonie sparse, nell'ambito delle quali ciascuna coppia mantiene e difende un proprio territorio di cova.

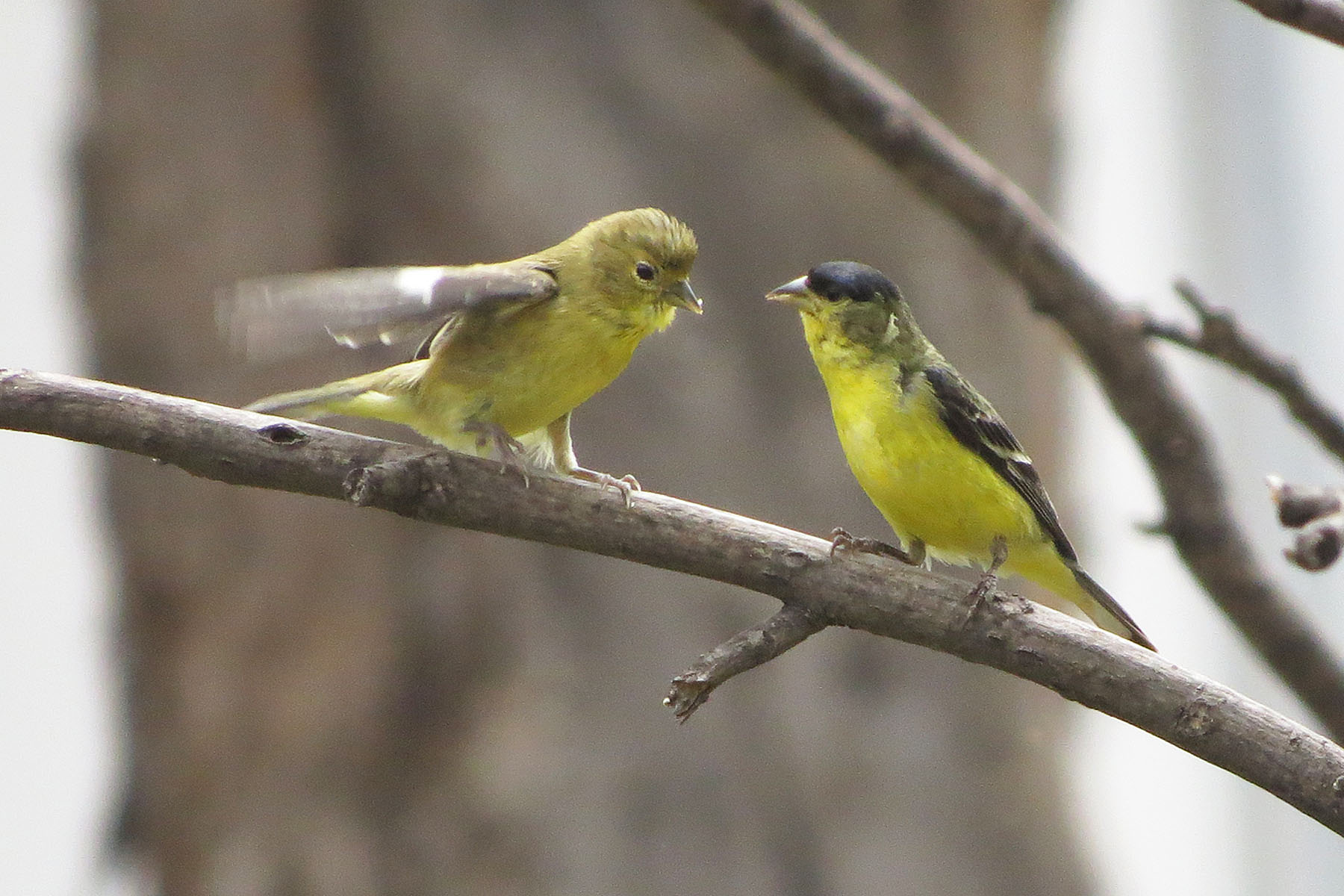
Maschio imbecca un giovane.

Il nido viene costruito dalla sola femmina (col maschio che talvolta può fornirle parte del materiale da costruzione, ma che generalmente staziona di guardia nei paraggi) fra i cespugli o fra i rami bassi di un albero: esso ha la forma a coppa tipica dei fringillidi e si compone di una parte esterna di radichette e strisce di corteccia e di una fodera interna di materiale soffice, come licheni e muschio. Al suo interno la femmina depone 3-4 uova bianco-azzurrine che provvede a covare per due settimane circa, al termine delle quali schiudono pulli ciechi ed implumi. Il maschio (che fino ad allora è rimasto di guardia nei pressi del nido, cantando di tanto in tanto per delimitare il territorio) collabora con la femmina nelle cure parentali, avvicendandosi con essa nell'imbeccata: abbondantemente nutriti con piccoli insetti e semi rigurgitati, i nidiacei sono pronti per l'involo attorno alle due settimane dalla schiusa, pur non allontanandosi in maniera definitiva dal nido prima del mese e mezzo di vita, chiedendo sempre più sporadicamente l'imbeccata ai genitori.

## Distribuzione e habitat

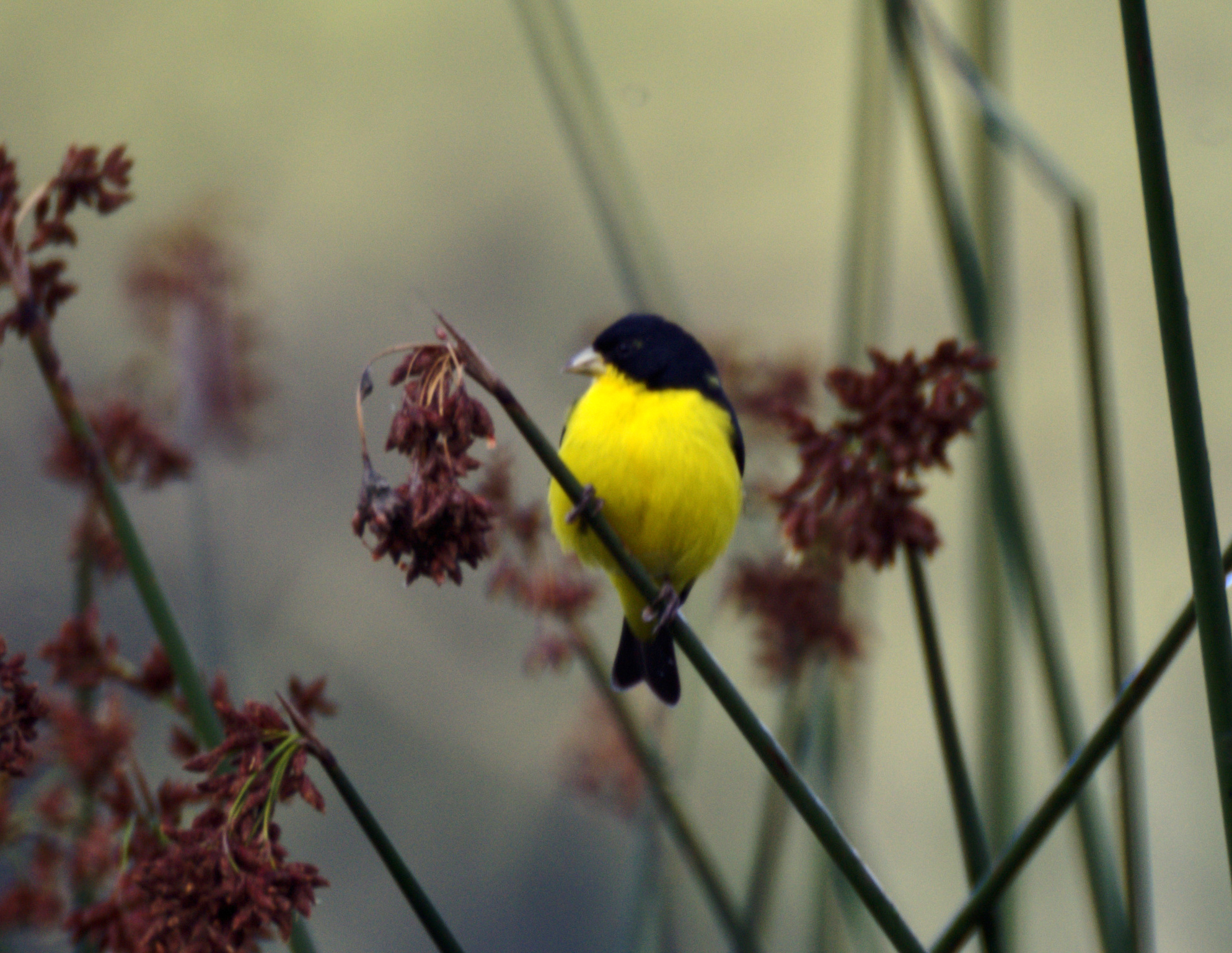
Maschio a Bogotà.

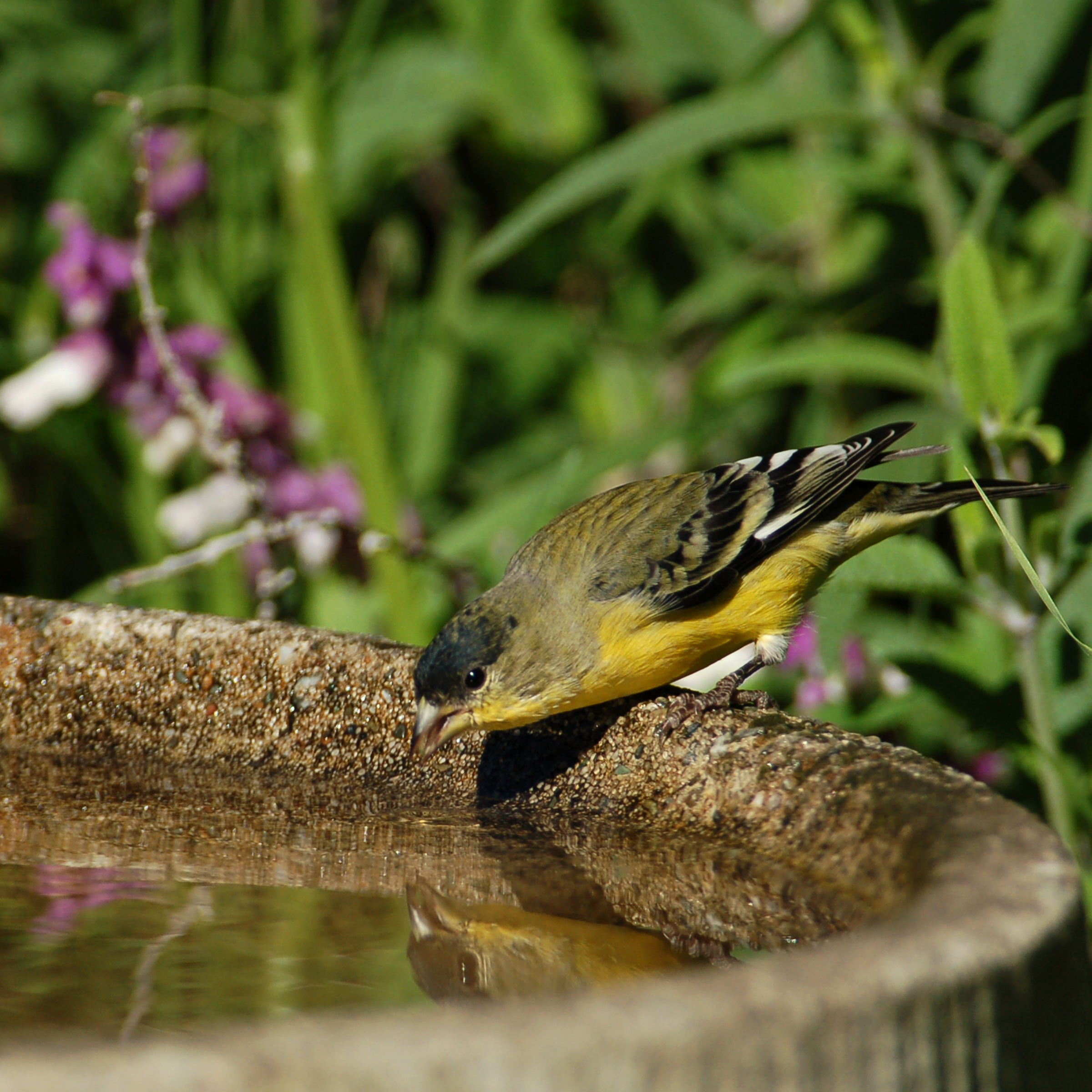
Maschio si abbevera da una fontana a San Jose.

Il lucherino minore occupa un'ampia fetta di areale a cavallo fra l'America settentrionale e meridionale, risultando residente in un areale che (sebbene piuttosto discontinuo) va dalla costa californiana al Venezuela centro-occidentale e al Perù nord-occidentale.

Generalmente residente, le popolazioni delle aree settentrionali dell'areale tendono a migrare a sud per svernare, mentre quelle delle aree costiere del Messico (sia pacifiche che del golfo del Messico) si spostano verso l'interno durante l'estate.
L'habitat di questi uccelli è rappresentato dalle aree boscose a maggioranza di latifoglie, sia submontane che collinari e di pianura.

## Sistematica
Se ne riconoscono cinque sottospecie:
- Spinus psaltria psaltria (Say, 1822) - la sottospecie nominale, diffusa dagli Stati Uniti centro-occidentali (Colorado e Oklahoma) al Messico meridionale (stati di Veracruz e Oaxaca);
- Spinus psaltria hesperophilus (Oberholser, 1903) - diffusa negli Stati Uniti nord-occidentali (dall'estremo sud di Washington all'Arizona centrale e al nord dello Utah) e a sud fino al Messico nord-occidentale (dalla Bassa California al Sonora meridionale);
- Spinus psaltria witti Grant, 1964 - endemica delle Isole Marías;
- Spinus psaltria jouyi (Ridgway, 1898) - diffusa nel nord della penisola dello Yucatán e a Isla Mujeres;
- Spinus psaltria colombianus (Lafresnaye, 1843) - diffusa con areale disgiunto a Panama, in Colombia occidentale e settentrionale, Venezuela settentrionale, Ecuador occidentale e Perù nord-occidentale;

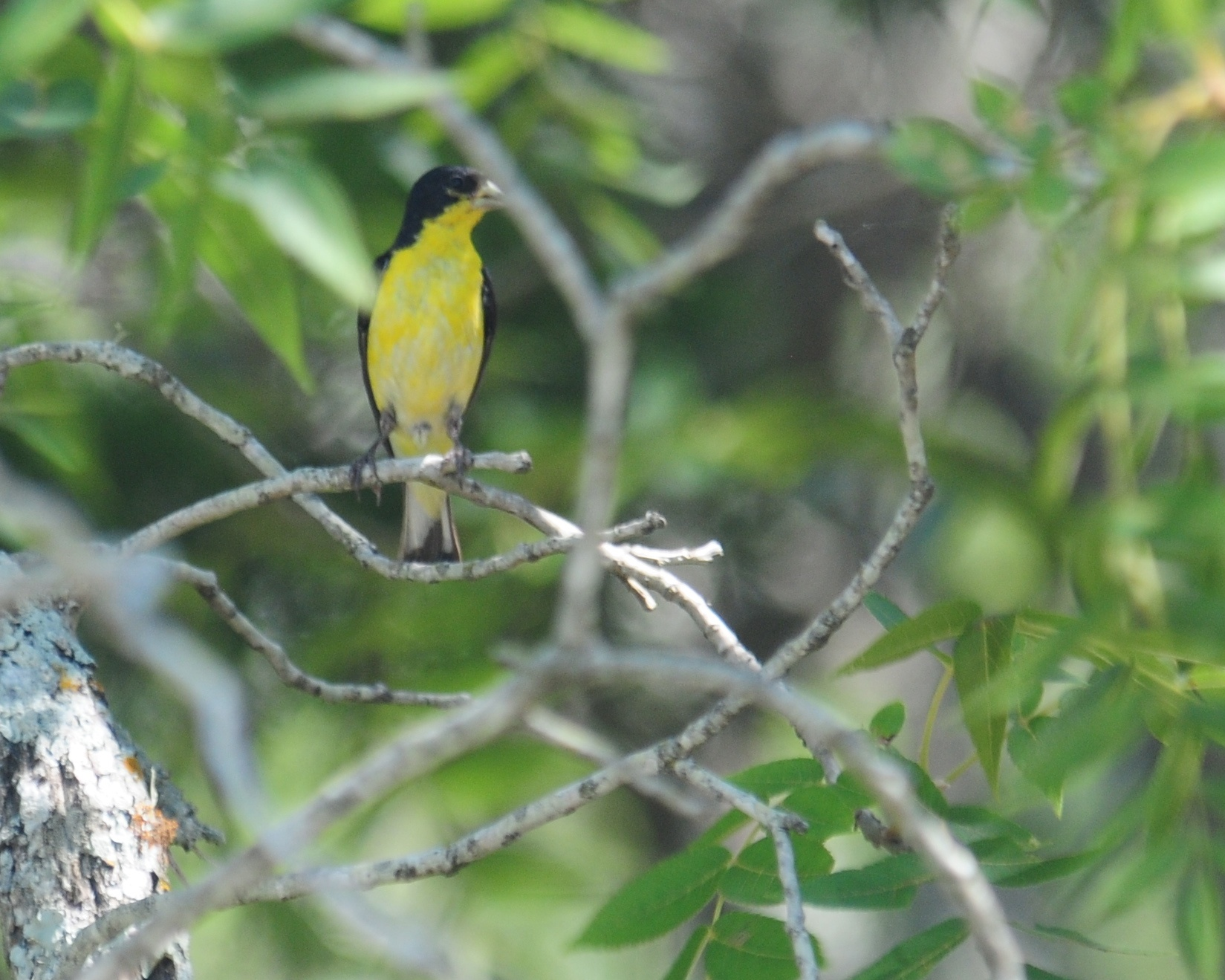
Maschio della sottospecie nominale.
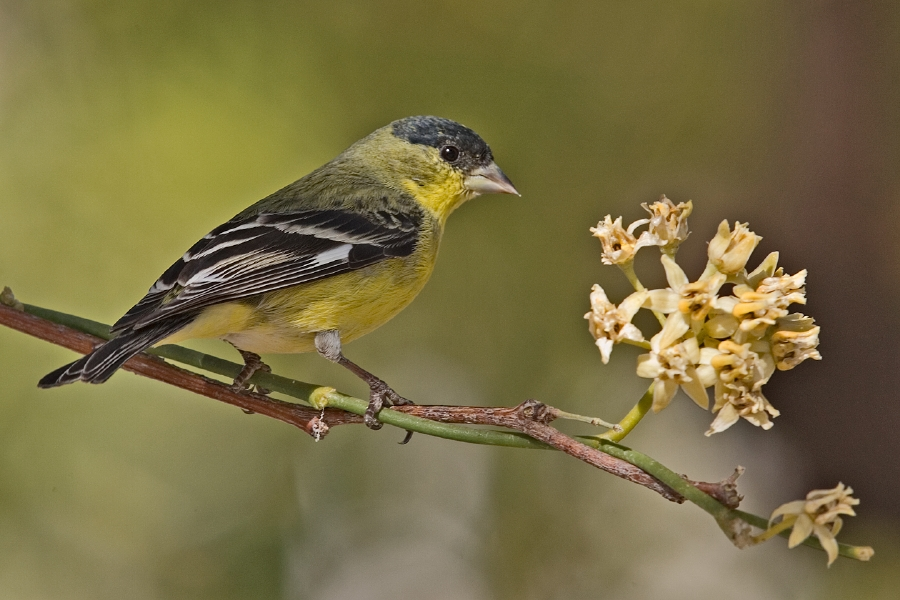
Maschio della sottospecie hesperophilus.
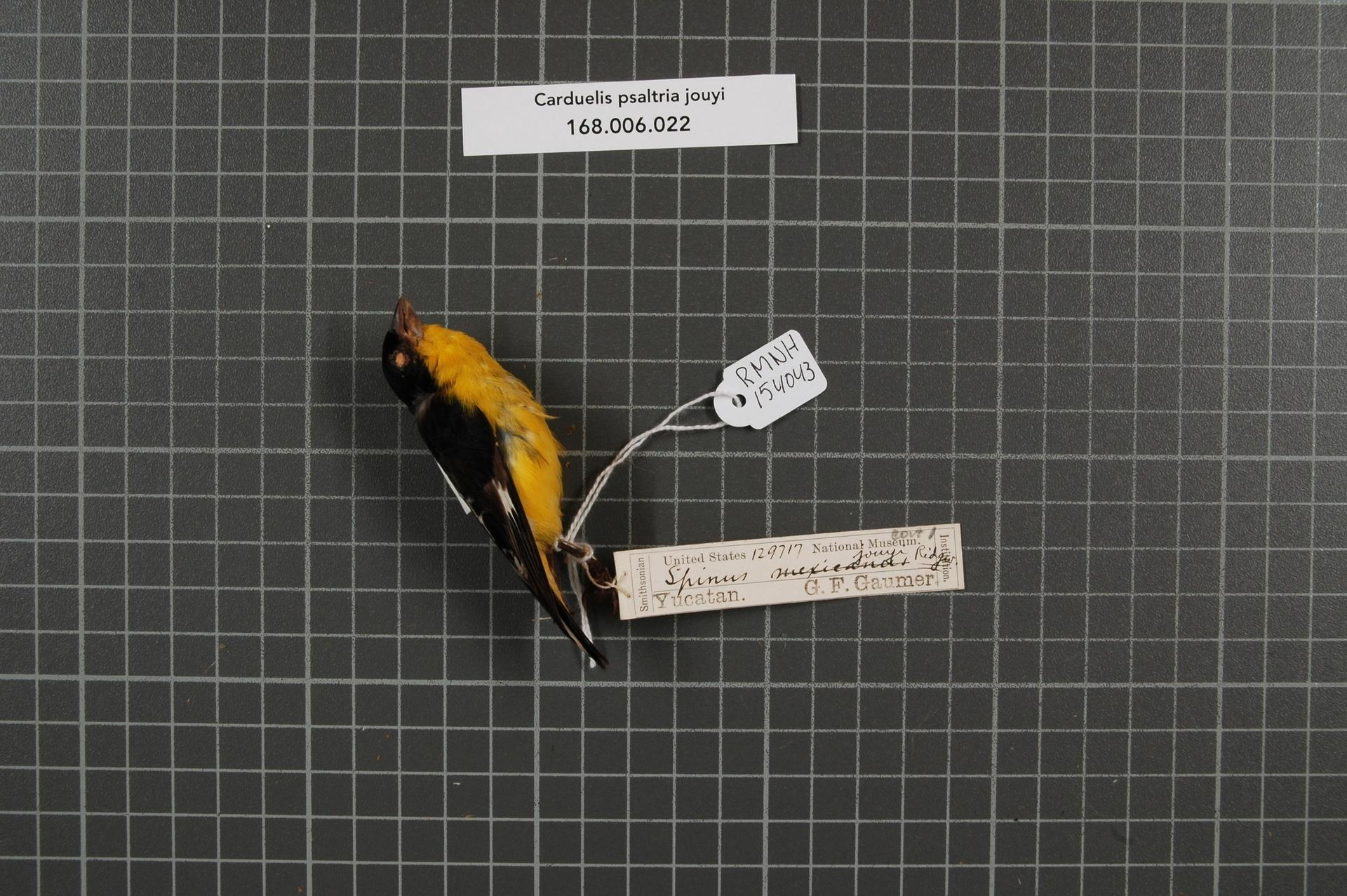
Maschio impagliato della sottospecie jouyi.
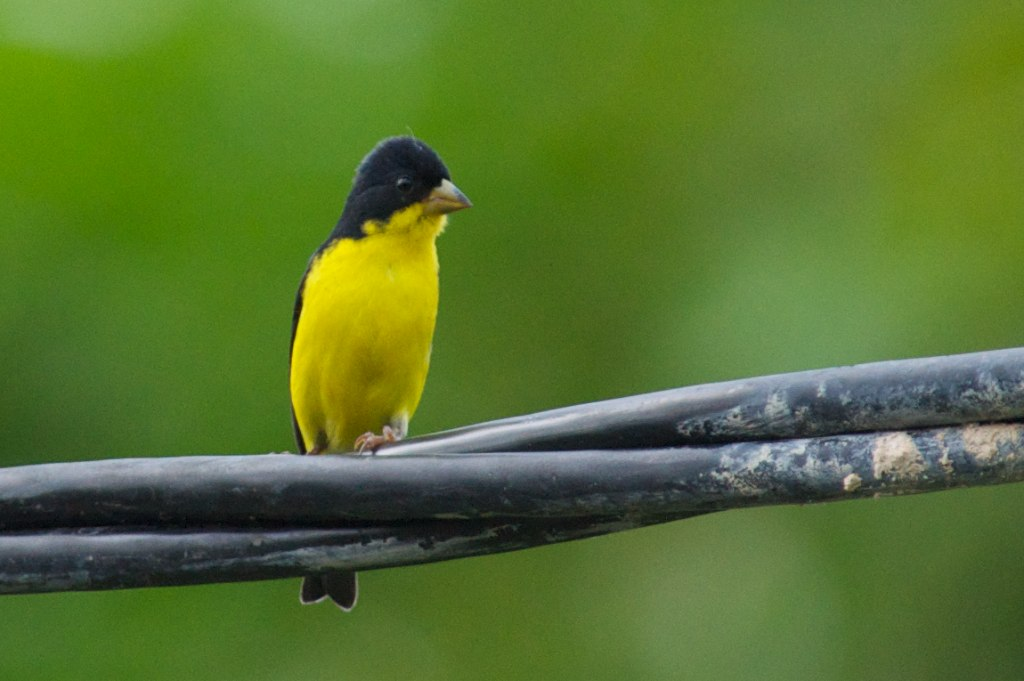
Maschio della sottospecie colombianus.

La sottospecie hesperophilus, per via della colorazione distintiva dei maschi, è stata spesso ritenuta distante dalle altre, tuttavia oltre a mostrare vocalizzazioni identiche alle altre sottospecie si incrocia senza problemi con esse. Due presunte sottospecie, arizonae e mexicanus, si sono rivelate popolazioni rispettivamente della sottospecie hesperophilus e della nominale, con la prima che forse rappresenta addirittura un caso di polimorfismo della sottospecie nominale.